# 張萍
張 萍（ちょう へい、ラテン文字翻記：Zhang Ping、女性、1982年3月23日 - ）は、中国のバレーボール選手。ポジションはミドルブロッカー。元中国代表。

## 来歴
2002年、中国代表に初選出される。同年のアジア競技大会で金メダルを獲得した。2003年のワールドカップで三大大会初出場すると、翌年のアテネ五輪にも出場。このとき、趙蕊蕊が怪我によりレギュラーに抜擢されると、同大会で自国を20年ぶりの五輪金メダルへ導いた。
2005年のグラチャンで銅メダルを獲得した。2006年の世界選手権に出場した。

## 球歴
- オリンピック - 2004年
- 世界選手権 - 2006年
- ワールドカップ - 2003年
- グラチャン - 2005年
- ワールドグランプリ - 2003年、2004年、2005年、2006年
- アジア選手権 - 2003年、2005年